# Bleeping Computer
Bleeping Computer – amerykański portal internetowy poświęcony zagadnieniom z zakresu cyberbezpieczeństwa. Został założony w 2004 roku.
Strona zawiera sekcję z wiadomościami na temat cyberbezpieczeństwa, sekcję z poradnikami oraz sekcję z darmowym oprogramowaniem. Serwis oferuje także bezpłatną pomoc techniczną.
Prowadzone przez redaktorów portalu prace nad analizą cyberataków i oprogramowania wymuszającego okup (ransomware) są regularnie przytaczane w mediach.
Serwis był notowany w rankingu Alexa na miejscu 6457 (lipiec 2020).